# Заславская, Анастасия Юрьевна

Герб Гольшанских «Гипоцентавр»

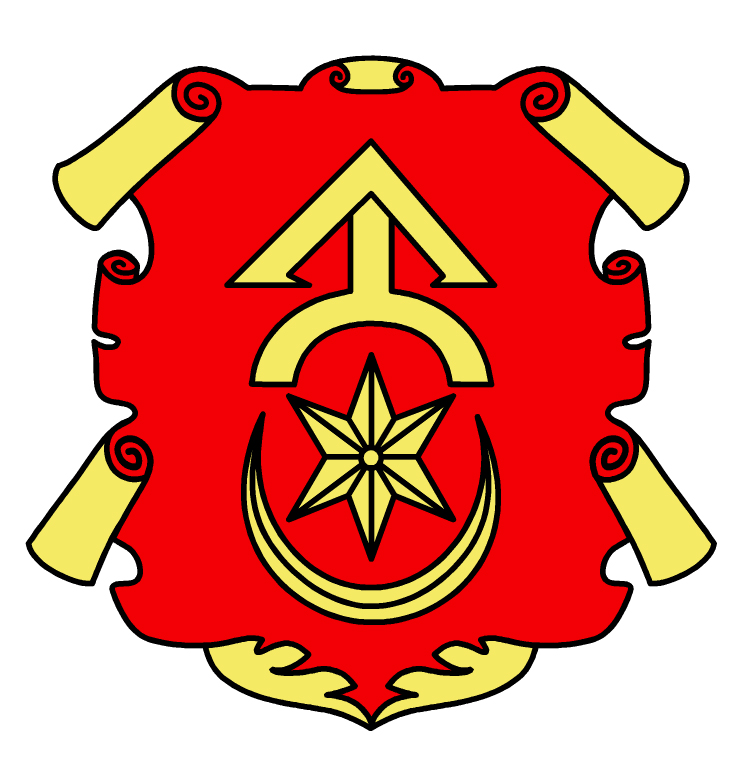
Родовой герб Заславских «Баклай»

Анастасия Юрьевна Заславская (ум. 1561) — княгиня, инициатор и вдохновительница создания Пересопницкого Евангелия. Дочь Юрия Ивановича Гольшанского.
Вероятно, после смерти мужа в 1556 году, княгиня Анастасия решила заказать перевод и изготовление Пересопницкого Евангелия. В записи в евангелии княгиня Анастасия Заславская выступает как его заказчица.
Умерла в 1561 г., том самом году, когда было завершено переписывание евангелия.

## Семья
В браке с князем Кузьмой Ивановичем Жеславским (Заславским) родила двоих детей:
- Януша (Ивана), князя заславского, унаследовавшего Заслав и княжившего здесь,
- Ганну, выданную замуж за князя Ивана Федоровича Чарторыйского.

## Память
В честь княгини Анастасии Заславской в 2005 году в г. Дубровица Ровенской области установлен памятник княгине-меценатке.